# Arcieparchia di Kirkuk
L'arcieparchia di Kirkuk (in latino: Archieparchia Cherchensis - Beth-Seleucensis o Beth-Garmaiensis) è una sede metropolitana senza suffraganee della Chiesa cattolica caldea in Iraq. Nel 2021 contava 7.000 battezzati. È retta dall'arcieparca Yousif Thomas Mirkis, O.P.

## Territorio
L'arcieparchia comprende la città di Kirkuk, nel nord dell'Iraq, dove si trova la cattedrale del Sacro Cuore.
Il territorio è suddiviso in 6 parrocchie.

## Storia
L'arcieparchia di Kirkuk è erede dell'antica Karka d'Beth Slokh (o Karkheni, l'odierna Kirkuk), che fu sede metropolitana nestoriana della regione di Beth Garmai, nel nord dell'attuale Iraq, comprendente almeno nove suffraganee. L'ultimo metropolita noto è Shemʿon, che prese parte nel 1318 alla consacrazione del patriarca Timoteo II.
In seguito l'arcidiocesi decadde, probabilmente a causa delle devastazioni operate da Tamerlano, benché una piccola comunità nestoriana sopravvisse tra XV e XVIII secolo.
Nel maggio 1743 il carmelitano padre Benedetto visitò Kirkuk, trovandovi una sparuta comunità di cristiani nestoriani. Gli sforzi dei missionari latini non ottennero grandi risultati. La fondazione dell'eparchia caldea è attribuita a Yukhannan Hormizd: secondo lo storico caldeo, Joseph Tfinkdji, Yukhannan Hormizd visitò la città di Kirkuk nel 1789 durante il suo viaggio da Mosul a Baghdad e convertì al cattolicesimo la locale comunità nestoriana.
Secondo Tfinkdji, fu lo stesso Hormizd a consacrare il primo eparca cattolico nel 1789, mar Abraham, deceduto tra il 1821 e il 1824. Tuttavia questa tradizione non è sufficientemente supportata dalle fonti, poiché in un colophon del 1798 Hormizd è indicato come metropolita di Mosul e Kirkuk.
Il successivo arcieparca, Thomas (Lawrent) Sho'a, monaco di Rabban Ormisda, fu consacrato dall'amministratore patriarcale Yosep Hindi nel 1824. Con lui inizia una serie ininterrotta di titolari fino ad oggi. Tra questi si ricordano in particolare: Yohannan Tamraz, che assieme al patriarca Yosep VI Audo, prese parte al concilio Vaticano I; e Joseph-Gabriel Adamo, che nel 1894 fu chiamato a succedere al defunto patriarca Eliya XIV Abulyonan, ma rifiutò l'incarico.
Nel 1853 l'arcieparchia di Kirkuk ha ceduto una porzione di territorio a vantaggio dell'erezione dell'arcieparchia di Senha (oggi arcieparchia di Teheran). Allo stesso modo, il 7 marzo 1968 altre porzioni di territorio sono state cedute per la restaurazione dell'arcieparchia di Arbil e per l'erezione dell'eparchia di Sulaymaniyya.
Tra il 1997 e il 2001 è stata costruita la moderna cattedrale del Sacro Cuore. Questa sostituì l'antica cattedrale, dedicata a Nostra Signora dei Sette Dolori, consacrata nel 1862, nella cittadella di Kirkuk, caduta in rovina.
L'11 gennaio 2012 il palazzo che ospita la Curia e la residenza dell'arcieparca è stato oggetto di un attentato, conclusosi con la morte di due terroristi.
L'11 luglio 2013 l'eparchia di Sulaymaniyya è stata soppressa ed il suo territorio è tornato a far parte dell'arcieparchia di Kirkuk.

## Cronotassi dei vescovi
Si omettono i periodi di sede vacante non superiori ai 2 anni o non storicamente accertati.
- Abraham † (1789 - 1821 o 1824 deceduto)
- Thomas (Lawrent) Sho'a † (23 aprile 1824 consacrato - 23 agosto 1853 deceduto)
- Yohannan Tamraz † (14 settembre 1854 consacrato - 13 settembre 1881 deceduto)
  - Jacques-Michel Naamo † (31 gennaio 1882 - 20 giugno 1882 dimesso) (vescovo eletto)
- Joseph-Gabriel Adamo † (5 giugno 1883 - 4 giugno 1899 deceduto)
- Elie-Joseph Khayatt † (13 luglio 1900 - 2 febbraio 1903 deceduto)
- Théodore Messaieh (Msayeh) † (13 settembre 1904 - 8 luglio 1917 deceduto)
- Hormisdas Étienne Djibri † (31 luglio 1917 - 18 luglio 1953 deceduto)
- Ephrem Gogué † (8 febbraio 1954 - 26 maggio 1956 deceduto)
- Raphael Rabban † (28 giugno 1957  - 15 novembre 1967 deceduto)
- Gabriel Koda † (7 marzo 1968 - 14 dicembre 1977 dimesso[6])
- André Sana † (14 dicembre 1977 - 27 settembre 2003 ritirato)
- Louis Sako (27 settembre 2003 - 31 gennaio 2013 eletto patriarca di Babilonia)
- Yousif Thomas Mirkis, O.P., dall'11 gennaio 2014

## Statistiche
L'arcieparchia nel 2021 contava 7.000 battezzati.
| anno | popolazione | popolazione | popolazione | presbiteri | presbiteri | presbiteri | presbiteri                | diaconi | religiosi | religiosi | parrocchie |
| anno | battezzati  | totale      | %           | numero     | secolari   | regolari   | battezzati per presbitero | diaconi | uomini    | donne     | parrocchie |
| ---- | ----------- | ----------- | ----------- | ---------- | ---------- | ---------- | ------------------------- | ------- | --------- | --------- | ---------- |
| 1896 | 7.000       | ?           | ?           | 22         |            |            | 318                       |         |           |           | 15         |
| 1913 | 5.840       | ?           | ?           | 19         |            |            | 307                       |         |           |           | 9          |
| 1949 | 9.000       | ?           | ?           | 11         | 11         |            | 818                       |         | 4         |           | 9          |
| 1970 | 6.150       | 500.000     | 1,2         | 4          | 4          |            | 1.537                     |         |           | 4         | 5          |
| 1980 | 4.256       | ?           | ?           | 4          | 4          |            | 1.064                     |         |           | 2         | 3          |
| 1990 | 5.470       | ?           | ?           | 4          | 4          |            | 1.367                     |         |           | 2         | 3          |
| 1999 | 5.050       | ?           | ?           | 4          | 4          |            | 1.262                     |         |           | 2         | 3          |
| 2000 | 5.115       | ?           | ?           | 4          | 4          |            | 1.278                     |         |           | 2         | 3          |
| 2001 | 5.050       | ?           | ?           | 3          | 3          |            | 1.683                     |         |           | 2         | 3          |
| 2002 | 5.095       | ?           | ?           | 3          | 3          |            | 1.698                     |         |           | 2         | 3          |
| 2003 | 5.040       | ?           | ?           | 3          | 3          |            | 1.680                     |         |           | 2         | 3          |
| 2004 | 5.700       | ?           | ?           | 3          | 3          |            | 1.900                     |         |           | 2         | 3          |
| 2007 | 7.000       | ?           | ?           | 5          | 5          |            | 1.400                     | 3       |           | 7         | 3          |
| 2013 | 7.831       | ?           | ?           | 8          | 5          | 3          | 978                       | 7       | 3         | 2         | 5          |
| 2014 | 5.000       | ?           | ?           | 6          | 6          |            | 833                       | 4       | 1         | 2         | 6          |
| 2016 | 4.000       | ?           | ?           | 6          | 6          |            | 666                       | 3       | 1         | 10        | 6          |
| 2019 | 5.125       | ?           | ?           | 6          | 6          |            | 854                       | 3       | 1         | 5         | 6          |
| 2021 | 7.000       | ?           | ?           | 6          | 6          |            | 1.166                     | 3       | 1         | 9         | 6          |